# H2O: FOOTPRINTS IN THE SAND
〈H2O: FOOTPRINTS IN THE SAND〉는 마쿠라에서 2006년 6월 23일에 출시한 성인용 연애 어드벤처 게임이다. 2008년 1월부터 애니메이션이 만들어져, 총 12화로 완결되었다.